# Tatort: Eine andere Welt
Eine andere Welt ist ein Fernsehfilm aus der Fernseh-Kriminalreihe Tatort der ARD, des ORF und des SRF.
Der Film wurde vom WDR produziert und am 17. November 2013 im Programm der ARD erstausgestrahlt. Es ist die 886. Folge der Tatort-Reihe. Das Ermittlerteam Faber, Bönisch, Dalay und Kossik aus Dortmund, verkörpert von Jörg Hartmann, Anna Schudt, Aylin Tezel und Stefan Konarske, beschäftigt sich in seinem dritten Fall mit dem Tod einer 16-jährigen Schülerin, die aus ihrer eher ärmlichen Welt ausbrechen wollte und dabei zwischen alle Fronten geriet.

## Handlung
Die 16-jährige Nadine Petzokat wird tot am Phoenix-See im Dortmunder Stadtbezirk Hörde aufgefunden. Gerichtsmediziner Jonas Zander stellt bei dem jungen Mädchen eine Kopfverletzung sowie Blutergüsse am Oberarm und Hals, eine aufgeplatzte Lippe und Hämatome am Rücken fest. Weitere Ermittlungen ergeben, dass Nadine ihre eher ärmliche Herkunft vor ihren reichen Freunden geheim hielt. Ihre beste Freundin war die aus reichem Hause stammende Julia Nowak, mit der zusammen sie das Gymnasium besuchte. Eine Lehrerin erzählt Kriminaloberkommissarin Nora Dalay, die zusammen mit den Kriminalhauptkommissaren Peter Faber und Martina Bönisch und Kriminaloberkommissar Daniel Kossik mit dem Fall befasst ist, dass Nadine fast nie über ihre Familie gesprochen habe und stets sehr bemüht gewesen sei, sich mit jedem zu verstehen.
In einer Art Selbstporträt, das die Schüler angefertigt hatten, findet man bei Nadine über ihre Herkunft und Familie keinerlei Eintragungen. Als Dalay Julia dazu befragt, meint diese: „Was hätte sie denn schreiben sollen, dass ihr Vater einen miesen Job hat und ihre Mutter den Leuten in der Küche die Haare schneidet?“ Julia erzählt, dass sie am vergangenen Abend zusammen mit Nadine im Nobel-Club „Century“ gewesen sei. Man habe in den Geburtstag von Lars von Hesseling, Sohn eines Staatsanwalts, hineingefeiert. Sie selbst sei kurz nach Mitternacht gegangen, Nadine habe noch bleiben wollen.
Vor allem Nadines Vater tut sich schwer mit dem Tod seiner Tochter. Sie habe etwas aus sich machen, habe studieren wollen, habe aus der Scheiße rausgewollt. Sie habe das Zeug dazu gehabt. Die Ermittlungen ergeben, dass der Tod bei Nadine gegen 4 Uhr durch Ertrinken eingetreten ist. Sie hatte Wasser in der Lunge. Die Verletzungen am Körper wurden ihr bereits einige Stunden zuvor zugefügt, außerdem wurde das junge Mädchen vergewaltigt. Der Täter benutzte kein Kondom.
In den Täterkreis gelangt auch Nadines ehemaliger Freund Tarek Abboubi, ein Libanese, von dem sie sich getrennt hatte. Als Dalay und Kossik ihn vernehmen wollen, will er sich einem Gespräch durch Flucht entziehen, wird aber von beiden wieder gestellt, wobei ihm ein verdächtiges Päckchen mit Pillen entgleitet. Parallel ermitteln Faber und Bönisch im Club „Century“ und befragen Konstantin Prinz, Mitinhaber des Clubs und aus schwerreicher Familie stammend. Nadine habe so einen Typen, einen Migranten angeschleppt, der im Club Drogen verkaufen wollte, das habe er selbstverständlich unterbinden müssen und ihn an die Luft gesetzt.
Es stellt sich heraus, dass es sich bei den Pillen um Tilidin, ein sehr starkes Schmerzmittel handelt, das enthemmt und die Gewaltbereitschaft erhöht. Die Ermittlungen ergeben, dass Nadine Abboubi in den Club bestellt hatte, da Lars von Hesseling nach einem schweren Motorradunfall unter Schmerzen litt und Nadine darum gebeten hatte. Probleme macht den Kommissaren ein Handybild, das Nadine an diesem Abend an ihren Vater geschickt hatte, der daraufhin im Auto vor dem Club auf seine Tochter wartete. Bönisch glaubt nicht daran, dass Nadine selbst ihrem Vater das Foto geschickt hat. Da habe jemand gewollt, dass ihr Vater Bescheid weiß.
Inzwischen wird Tarek Abboubi übel zugerichtet ins Krankenhaus gebracht. Wie sich herausstellt, hat Nadines Vater Heinz Selbstjustiz verübt. Gegenüber Faber äußert er, dass Abboubi das auf jeden Fall verdient habe, selbst wenn er nicht der Mörder seiner Tochter sei. Von Faber will der verzweifelte Vater immer wieder wissen, warum seine Tochter ihm das Foto geschickt habe. Faber versucht ihm beizustehen, auch er habe Frau und Tochter verloren, er wisse, wie sich so etwas anfühle, man möchte ständig nur um sich schlagen.
Bei einer Vernehmung von Konstantin Prinz, dessen Vater Richter ist, sagt Konstantin aus, dass er Sex mit Nadine gehabt habe, gleich im Wagen, da sie es nicht mehr bis nach Hause zu ihm geschafft hätten, wie der ursprüngliche Plan gewesen sei. Nadine habe danach darauf bestanden, nach Hause zu laufen. Eine Befragung von Lars von Hesseling ergibt, dass Prinz bei einer Party im Hause von Konstantins Eltern ein Mädchen vergewaltigt hat. Auf die Frage, warum er der jungen Frau nicht geholfen habe, meint er, er habe doch nichts machen können. Prinz wird daraufhin festgenommen.
Eine erneute Befragung Julias durch Dalay ergibt, dass es Julia war, die das Foto an Nadines Vater geschickt hat. Außerdem geht aus einem Video hervor, dass Julia sich in Konstantin Prinz verliebt hatte. Nadine sei im „Century“ immer der Star gewesen. Sie sei aus dem Ghetto gekommen und habe sich da aufgespielt wie ein Supermodel. Dalay sagt Julia auf den Kopf zu, dass Nadine sie angerufen habe. „Du warst der einzige Mensch, dem sie vertraut hat, sie war verzweifelt, du solltest sie holen kommen, aber du warst so wütend, hast ihr nicht geglaubt, dass Konstantin, dein Konstantin, sie vergewaltigt hat.“ Julia gibt zu, Nadine geschubst zu haben, sie sei gestürzt und habe sich den Kopf am Poller angestoßen und sei dann ins Wasser gefallen. Es sei ein Unfall gewesen. Dalay erwidert, dass es so nicht gewesen sein könne, da Nadines Verletzungen auf der rechten Seite seien, sie also nicht von alleine ins Wasser gefallen sein kann. „Du hast sie gestoßen. Als Nadine ins Wasser gefallen ist, war sie bewusstlos, sie hat gelebt.“ Julia wiederholt verzweifelt unter Tränen, dass Nadine schon tot gewesen sei, sie habe sich doch nicht mehr bewegt. Julia wird festgenommen unter dem dringenden Tatverdacht, Nadine Petzokat getötet zu haben.

## Produktion und Hintergrund
Die Dreharbeiten für den dritten Tatort aus Dortmund, unter dem Arbeitstitel Grenzgänger, begannen am 3. April 2013 und endeten am 3. Mai 2013. Gedreht wurde in Dortmund, am Phoenix-See in Dortmund-Hörde sowie in Köln. Diese Tatort-Folge ist von der Colonia Media Filmproduktion, Produzentin Sonja Goslicki, im Auftrag des WDR (Redaktion Frank Tönsmann) für Das Erste produziert worden. Das Drehbuch stammt wiederum, wie schon bei den ersten beiden Folgen von Jürgen Werner.
Privates der Kommissare: Faber zieht es in dieser Folge nach Lübeck, an den damaligen Unfallort seiner Familie. In Gedanken sieht er Frau und Tochter die Straße entlanggehen. Er hält die Fotos in der Hand, die ein Unbekannter ihm in der vorhergehenden Folge auf seinen Schreibtisch gelegt hatte, den er daraufhin kurz und klein schlug. Wieder zurück in Dortmund, gibt Gerichtsmediziner Zander seiner Bitte nach, ihm weitere Informationen zu dem nun zwei Jahre zurückliegenden Unfall zu geben, auch wenn ihn das in Teufels Küche bringen könne. Er erzählt Faber, dass kein Zweifel daran bestehe, dass seine Tochter sofort tot gewesen sei. Der Kopf seiner Frau sei bewegt worden, was aber nicht automatisch heiße, dass sie noch gelebt habe. Der damals ermittelnde Beamte sei davon ausgegangen, dass die Kopfstütze nicht richtig eingestellt gewesen sei, und zu dem Ergebnis Unfall mit Fahrerflucht gekommen. Auf Fabers Bitte, ihm zu helfen, nicht verrückt zu werden, fügt er zögernd hinzu, dass es Blutspuren auf dem Beifahrersitz gäbe, die er sich nicht erklären könne und ein Hämatom am Körper seiner Frau und die Art der Fraktur, er behaupte nicht, dass es so gewesen sei, es könne aber sein, dass ihr das Genick erst nach dem Unfall gebrochen wurde.
Kurz darauf zerschlägt Faber ein Waschbecken im Toilettenraum. KHK Krüger findet ihn dort auf dem Boden sitzend. Von Bönisch erhält Faber wenig später Fotos der Fahrer, die an dem Unfallabend geblitzt worden sind. Kurz darauf simuliert Faber mit Bönisch eine Vergewaltigung im Auto und erzählt ihr, dass die Hämatome am Körper von Nadine ihm die Augen geöffnet hätten. Seine Frau habe nämlich ähnliche Verletzungen am Rücken gehabt. Nach dem Unfall habe sie aus dem Wagen rausgewollt, plötzlich sei der Täter jedoch dagewesen, es sei zum Kampf gekommen, deshalb auch das Blut auf dem Beifahrersitz, er habe ihr das Genick gebrochen, danach habe er sie wieder hingesetzt und angeschnallt. Die Fotos auf seinem Schreibtisch habe der Täter dort hingelegt, er habe Frau und Kind fotografiert. Er wolle, dass er daran kaputtgehe.
Nora Dalay und Daniel Kossik halten in dieser Folge ihre Beziehung nicht mehr wirklich geheim. Daniel bekennt Nora gegenüber, dass es ihm ernst mit ihr sei, und möchte sie sogar zu einer Familienfeier innerhalb der Dalay-Familie begleiten. Martina Bönisch bestellt ihren Callboy Toni zwar erneut, sagt ihm dann jedoch ab, als sie sich auf dem Hotelflur treffen. Der Plan habe sich geändert. Sie brauche etwas Neues.

## Rezeption

### Einschaltquoten
Die Erstausstrahlung von Eine andere Welt am 17. November 2013 wurde in Deutschland von 8,41 Millionen Zuschauern gesehen und erreichte einen Marktanteil von 22,6 % für Das Erste.

### Kritik
Holger Gertz von der Süddeutschen Zeitung befand: „Sollte man gesehen haben“ und führte weiter aus, dass die Ermittler nun nach den „beiden Premierenfolgen im vergangenen Jahr“ in der dritten Folge zu „beachtlicher Form“ fänden. Weiter schrieb Gertz, dass Schudt als Bönisch diesmal ein „Gegengewicht zu Hartmann als Faber“ sei, „dessen übernächtigtes Gesicht immer mal wieder in Großaufnahme gezeigt“ werde, und fügte hinzu: „Wie wund so ein Mann aussehen kann, ganz ohne Anflug von Weinerlichkeit. Würden Blicke beben können: Diese Blicke hier beben.“

„Im dritten Teil jetzt wird Faber aus der Klischeecharakterfalle gerettet, Regisseur Andreas Herzog erzählt nicht nur Fabers Geschichte weiter: Frau und Tochter sind bei einem Verkehrsunfall gestorben. Er baut das Schicksal zusammen mit den Ermittlungen im aktuellen Fall, Mädchenleiche im Phoenixsee.“

Christian Buß von Spiegel Online meinte, dass man für die nächste Folge „mit dem Schlimmsten rechnen“ müsse:

„‚Nachts miteinander vögeln, tagsüber nur Kollegen.‘ Im Dortmunder ‘Tatort’ herrscht wieder Ausnahmezustand. Der Chef reißt Waschbecken aus der Wand, die anderen wüten in ihren Betten. Ein rabiater Krimi über Lug und Selbstbetrug.“

Carsten Heidböhmer von Stern.de fasste sein Urteil unter der Überschrift „Die tote Blenderin im Phoenix-See“ lakonisch wie folgt zusammen:

„Das Dortmunder ‚Tatort‘-Team bleibt chaotisch: Faber rastet aus, Daniel und Nora genießen ihr Liebesglück, Bönisch räumt in ihrer Ehe auf. Nebenbei lösen sie einen Fall – den besten seit Langem.“

Frank Kober von Schleswig-Holstein am Sonntag zeigte sich begeistert vom neuen Fall aus Dortmund. Nachdem die ersten beiden Fälle „nicht so richtig [hätten] punkten können“, geht für ihn im dritten Fall „mit gewitzten Dialogen, düsteren Milieubildern und einem unglaublich szenischen Timing die Rechnung auf“.

„Großes Kino aus Dortmund! Und diesmal nicht aus dem BVB-Stadion, sondern tatsächlich mit der neuen ‚Tatort‘-Truppe. Endlich! Wir erinnern uns: Das Team um den sensibel-cholerischen Kripo-Chef Peter Faber […] hatte ja in den ersten beiden Folgen noch nicht so recht gepunktet. Zu viele psychologische Verrenkungen, zu viel aufgesetzter Beziehungsclinch. Doch heute Abend im dritten Stück geht die Rechnung mit der schrägen Truppe komplett auf. Bild für Bild, Satz für Satz. Anschnallen!“

Sabine Goertz-Ulrich vom Programm-Magazin Hörzu urteilte, dass dieser „Tatort“ „virtuos mit den gesellschaftlichen Gegensätzen [spiele] und es schaffe auf einer weiteren Ebene Berührungspunkte zwischen den Verdächtigen und den Ermittlern“ zu schaffen. Action, Anspruch und Humor wurden mit einem von drei Punkten bewertet, Spannung mit zwei. Das Gesamturteil lautete „Gelungen“. Die Wertung wurde so zusammengefasst:

„Ein sperriger, verzwickter Fall mit vielen Verdächtigen: Der neue Tatort aus Dortmund ist exakte Sozialstudie und derber Kriminalstoff zugleich. Eine wahre Freude sind die exzellenten Dialoge: eine harte, klare Sprache, ergänzt durch genaue Milieusprüche und überraschenden Humor.“

Das Fernsehmagazin Gong war der Ansicht, dass die „Emotionen hochkochen“ würden. Der Film wurde mit vier von sechs Punkten bedacht, was der Gesamtwertung „Gut“ entspricht. Zum von Jörg Hartmann dargestellten Kommissar war man der Ansicht, dass es schon klar sei, „dass Peter Faber kein Kumpeltyp“ sei, jedoch könne der Figur „ein wenig mehr Umgänglichkeit nicht schaden“. Auch die weiteren Ermittler blieben nicht ungeschoren:

„Jeder der Ermittler kocht sein eigenes privates Süppchen – für den Fall bleibt nur wenig Zeit.“

Sabine Hauck von der bayerischen Zeitung Augsburger Allgemeine fasste diverse Pressestimmen zum Tatort: Eine andere Welt zusammen und befand, dass das „junge Ermittlerteam aus Dortmund weiter überzeuge“.